# Franciscanos espirituales

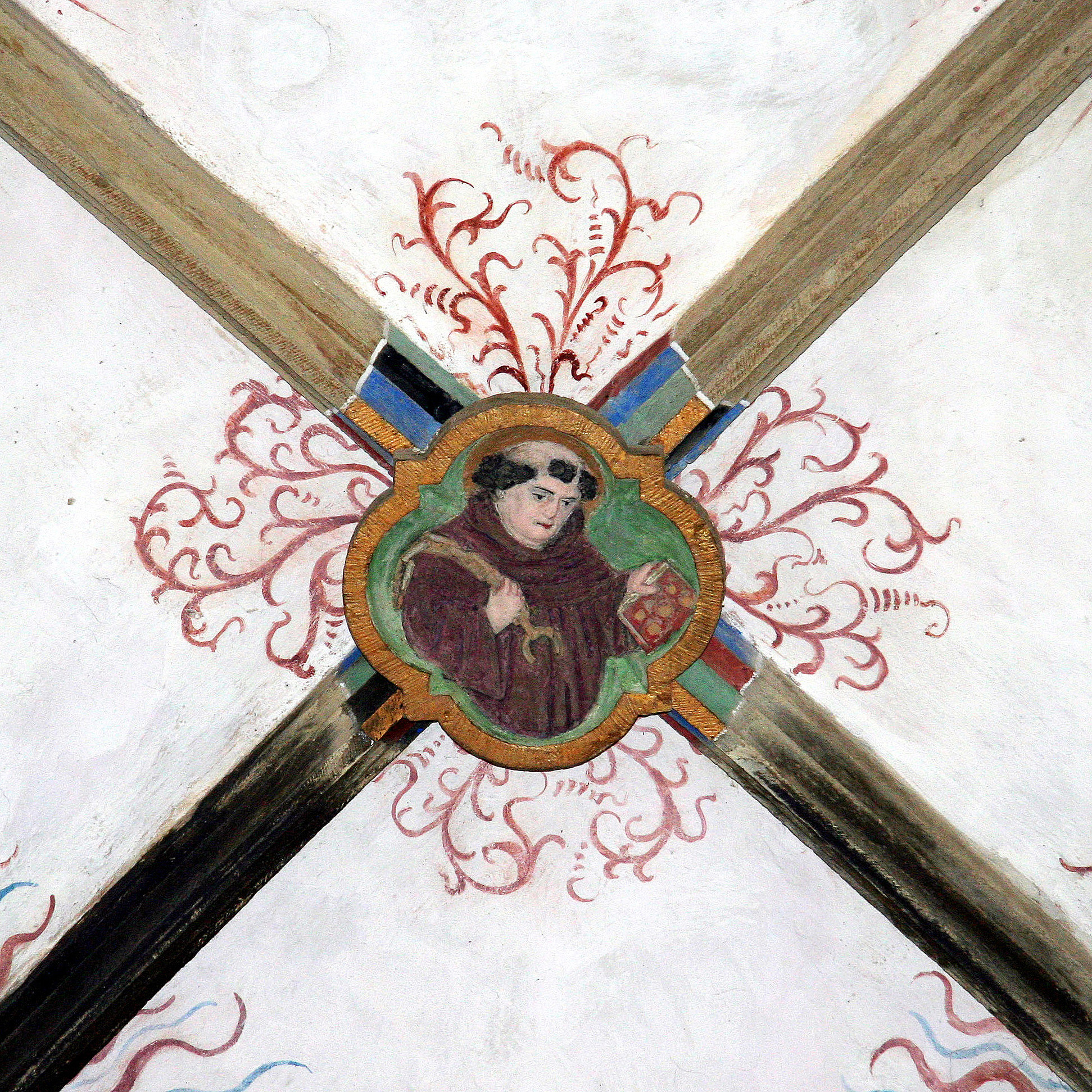
Imagen de un franciscano.

Los franciscanos espirituales fue un movimiento dentro de la orden franciscana que defendía la más integral, celosa, rígida y espiritual observancia de la Regla y del Testamento de san Francisco de Asís. En las fuentes medievales se llaman también fratres zelantes, fratres pauperes, pauperes eremitae y otros. Surgieron poco después de la muerte de san Buenaventura en 1274 y fueron condenados en 1318 por Juan XXII. Después de la condena tuvieron suertes diversas: unos se sometieron, otros formaron una nueva fundación que tuvo por jefe a Angelo da Clareno, y otros se pasaron a los rebeldes fraticelli. Hasta 1318 los tres focos de los espirituales fueron Las Marcas y Toscana en Italia, Provenza en Francia y el reino de Aragón en España.
El conflicto conllevó la separación de la primera orden franciscana en dos grupos, los franciscanos conventuales y los franciscanos de la observancia.
El conflicto entre los espirituales, los conventuales y los fraticelli actúa como argumento de fondo de la novela El nombre de la rosa, de Umberto Eco

## Ideas características
En primer lugar, el joaquinismo, es decir, la adhesión a las ideas de Joaquín de Fiore (†1202). Luego, la insistencia en una observancia rígida de las voluntades y del ejemplo de san Francisco de Asís, especialmente en lo que se refiere a la pobreza. Rechazaban toda interpretación o limitación pontificia de la Regla, llegando a negar la competencia papal a este respecto. También rechazaban cualquier componenda que quitara normatividad a lo expresado por Francisco de Asís en su testamento. Además, había una aversión hacia los estudios, debida a su convicción de que comprometían los primitivos ideales de san Francisco. Finalmente, la tendencia a la vida más retirada, contemplativa y eremítica, frente a otros tipos de apostolado.

## Origen

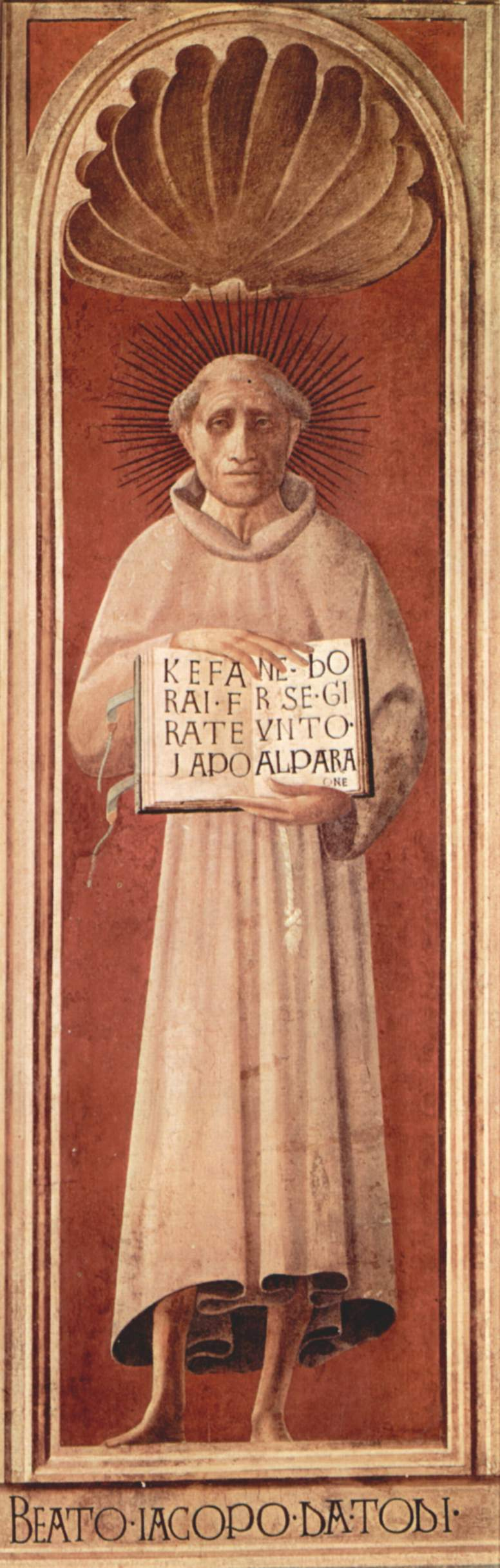
Jacopone da Todi, poeta místico de la corriente espiritual, autor del Stabat Mater.

Hay quienes creen que hubo antecesores de los espirituales incluso entre los compañeros de san Francisco, destacando a fray León de Asís (†1271), Bernardo di Quintavalle y el biógrafo del fundador Tomás de Celano. Pero antes de la muerte de san Buenaventura no es posible hablar del movimiento espiritualista en sentido amplio y marcado.
La Orden Franciscana quedó jurídicamente constituida en 1209. El Padre Juan Parente había logrado de Gregorio IX, en 1220, la declaración de que el testamento de san Francisco de Asís no tenía carácter de obligatoriedad, pero sí la Regla.
Previamente, habían surgido dos tendencias de la interpretación de la Regla respecto del inciso de «no hacer glosas»: Mientras unos entendían «sin glosa, a la letra», los llamados Espirituales entendían «sin glosa, razonablemente», afanándose en la libertad espiritual para guardar la Regla de manera más estricta, porque creían que el espíritu de la Regla era practicarla «sin glosas». Este fue el origen de las luchas.
Mientras los Papas buscan fortalecer la unidad con las interpretaciones que dan a la Regla, el descontento crece entre la Comunidad, que proponen una observancia más benigna, y los llamados Espirituales, que luchan denodadamente para que se les permita observar con libertad la Regla interpretada a su manera. Sus famosos jefes -Angelo da Clareno, Ubertino da Casale y Pedro Juan Olivi- fueron favorecidos por Celestino V, que les concedió cierta autonomía.

## Desarrollo
Bonifacio VIII, en cambio, les lanzó excomuniones. Durante el pontificado de Clemente V (†1314) los espirituales de Provenza se convirtieron en los primeros acusadores de la comunidad de la Orden, interpretando algunas ideas de san Francisco, de Juan de Parma, de Hugo de Digne y del mismo Olivi según su pensamiento, llegando a utilizar los relatos de la primitiva historia franciscana para apoyar sus ideas.
En 1310 Clemente V se decidió a realizar una investigación en la Orden franciscana. Mientras tanto salieron panfletos de acusación y de defensa por ambas partes. Incluso el concilio de Vienne de 1311-1312 se ocupó de estas cuestiones, investigación que cristalizó en la declaración papal de la Regla franciscana, Exivi de Paradiso.

## Condena papal
En el seno de la orden franciscana se había producido en 1245 una división entre los llamados conventuales y los franciscanos espirituales, radicales que defendían un ideal de pobreza absoluta alegando que tanto Jesús como sus discípulos carecían de posesiones ni individuales ni comunitarios. Este conflicto llevó a una seria división dentro de la orden franciscana. Por lo que Juan XXII el 7 de octubre de 1317, por medio de la bula papal Quorumdam exigit ordenó que los así llamados espirituales, que habían iniciado formas de vida eremítica, se sometieran a la obediencia de los superiores de su comunidad.
Posteriormente, con la bula papal Sancta Romana, del 30 de diciembre de 1317, fueron condenados los rebeldes bajo sus distintas denominaciones: fraticelli, fraticelos, etc., y poco después la bula papal Gloriosam Ecclesiam del 23 de enero de 1318, con la que los espirituales desobedientes y contumaces fueron definitivamente condenados los últimos grupos de espirituales afincados en Sicilia.
Pero en la orden franciscana todavía se sucedieron varias alternativas de lucha en torno a la pobreza. Las declaraciones realizadas por el capítulo general de Perusa, celebrado en 1322, mueven al papa a redactar la bula papal Cum inter nonnullos del 12 de noviembre de 1323, condenando como herética la doctrina de los espirituales de Perusa. Después, dictó una orden en 1328, deponiendo al Ministro general de la orden Miguel de Cesena, rebelde a la autoridad pontificia por la bula papal Cum Michaël de Caesena del 28 de mayo de 1328 y excomulgándolo el 6 de junio de 1329 por la bula papal Dudum ad nostri.
Juan XXII nombra a Bertrand Augier de la Tour como vicario general de la orden y le encarga la celebración de un nuevo capítulo general (celebrado en París en 1329) que elija al nuevo ministro general de los franciscanos, resultando electo Gerardo Odónis.

## Espirituales representativos
Los principales representantes del grupo denominado los Espirituales fueron:
- Pedro Juan Olivi (+ 1298), Lector en París y después en Florencia. Hombre de santa vida y uno de los más grandes doctores de la Orden, que en Aviñón tomó a su cargo la defensa de los Espirituales, quienes le veneraban como su profeta, y depuró en parte las doctrinas del Abad Joaquín.
- Angelo da Clareno (+1337), quien sufrió muchas pruebas y persecución por sostener obstinadamente sus doctrinas. En su Historia Septem tribulationum Ordinis Minorum enaltece la memoria de los jefes de los Espirituales, interpretando con parcialidad la vida y hechos de Francisco de Asís. Durante algún tiempo los clarenistas lograron cierta autonomía y perduraron hasta el pontificado de San Pío V.
- Ubertino da Casale (+ 1330). Persona de carácter complejo, que obraba más por pasión que por devoción. Sostuvo los ideales espirituales con hábil y fogosa dialéctica. Escribió una apología del joaquinismo: Arbor crucifixae vitae Jesu. Después de su lucha contra las relajaciones de la comunidad, obtuvo del papa Juan XXII licencia de pasarse a los Benedictinos.